# Lancelot Hansen
Lancelot Hansen (1885–1928) fue un jugador de rugby league australiano que jugó en la década de 1900. Jugó en North Sydney en la competición NSWRL y fue un jugador fundador del club.

## Carrera deportiva
Lance Hansen jugó en la temporada inaugural de North Sydney, participando en 9 partidos a lo largo de la temporada. Hansen jugó 2 partidos para Norths en 1909 y luego se retiró del rugby league.
Hansen jugó 1 partido para Nueva Gales del Sur en 1908 y jugó 1 partido para Metropolis en el mismo año.
| Club                              | Club            | Club | Club | Club | Club | Club |
| --------------------------------- | --------------- | ---- | ---- | ---- | ---- | ---- |
| Posición: medio scrum y apertura. |                 |      |      |      |      |      |
| Años                              | Equipo          | Pld  | T    | G    | FG   | P    |
| 1908–09                           | North Sydney    | 11   | 2    | 2    | 0    | 10   |
| Representative                    |                 |      |      |      |      |      |
| Años                              | Equipo          | Pld  | T    | G    | FG   | P    |
| 1908                              | New South Wales | 1    | 1    | 0    | 1    | 5    |
| 1908                              | Metropolis      | 1    | 0    | 0    | 0    | 0    |